# Schweizerischer Werkbund
Der Schweizerische Werkbund (SWB) ist eine Vereinigung von Künstlern, Kulturvermittelnden und anderen Fachleuten aus dem Bereich der Gestaltung. Er hat (Stand 2021) um 850 Mitglieder in der gesamten Schweiz, seine Geschäftsstelle unterhält er in Zürich.

## Struktur
Der Werkbund ist ein gesamtschweizerischer Verein mit Ortsgruppen in den Regionen Aargau, Basel, Bern, Graubünden, Innerschweiz, Ostschweiz, Romandie und Zürich. Die Ortsgruppen sind an die Zielsetzungen des Vereins gebunden, im Übrigen aber autonom. Die Vereinsorgane sind die Werkbundversammlung (GV), der Zentralvorstand, die Geschäftsstelle und die Rechnungsrevisoren. Mindestens einmal jährlich findet die Werkbundversammlung statt.

## Geschichte
Der Werkbund wurde im August 1913 im Zuge der gesellschaftlichen Veränderungen der Moderne nach dem Vorbild des Deutschen Werkbundes in Zürich gegründet. Er stellte nach der Schweizerischen Vereinigung für Heimatschutz die zweite bedeutende Institutionalisierung reformerischen Gedankengutes in der Schweiz dar. Er verstand sich nicht als Verband zur Vertretung der Berufsinteressen, sondern als «Gesinnungsverband», dessen Mitglieder sich zur «Werkbundidee» bekennen.
Massgeblicher Gründer war der neue Direktor der Kunstgewerbeschule Zürich, Alfred Johann Altherr. Auf Anregung von Hermann Muthesius versammelte Altherr eine Gruppe von Architekten, Kunstgewerblern und Industriellen aus der ganzen Schweiz, um bei diesen für die neuen Ideen der Vereinigung zu werben. Der Werkbund hatte zum Ziel, die gewerbliche Arbeit im Zusammenwirken von Kunst, Industrie und Handwerk durch Erziehung, Aufklärung und Stellungnahme zu künstlerisch und volkswirtschaftlich praktischen Fragen zu veredlen.
Mit seinem Programm wollte der Werkbund im Grunde genommen nur die Einsicht verbreiten, dass alle Arbeit in Wert und Ausdruck gesteigert wird, wenn ihr Freude und Lust des Schaffens, des Erfindens und Gestaltens zurückgegeben wird. Die Zusammenführung von ausführendem Arbeiter und konzeptionellem Gestalter in Handwerk und Industrie sollte nicht nur mehr Freude am Produktionsprozess bringen, sondern auch eine höhere Produktqualität ermöglichen. Die Forderung nach Qualitätsarbeit stand im Mittelpunkt werkbündlerischen Denkens in der Schweiz. Sie erschien als nationale Aufgabe, um die wirtschaftliche Existenz des rohstoffarmen Landes durch neuartige Qualitätsprodukte zu sichern.
Ein Jahr nach der Gründung begann Gustav Ammann öffentlich gegen minderwertige Produkte und Schund Stellung zu beziehen, denn Herstellung und Vertrieb schlechter Ware seien eine Vergeudung von Kraft und Arbeit an Dinge, die wertlos seien, wertlos für den Käufer wie für das Volk in seiner Gesamtheit.
1914 gründete der Schweizerische Werkbund gemeinsam mit dem Bund Schweizer Architekten die Zeitschrift Das Werk – Architektur und Kunst, die bis 1976 erschien.

## Mitglieder (Auswahl)
- Kurt Aepli
- Fernando Albertini
- Gustav Ammann
- Hermann Baur
- Walter Maria Förderer
- Gordian Blumenthal
- Leo Brunschwiler
- Ramun Capaul
- Ernst Cramer
- Conradin Clavuot
- Beat Consoni
- Jürg Conzett
- Leza Dosch
- Hans Eichenberger
- Ruth Erat
- Ralph Feiner
- Hans Finsler
- Rudolf Fontana
- Frédéric Gilliard
- Eugen Gomringer
- Nora Gross
- Friedrich Traugott Gubler (1900–1965), Zentralsekretär des Schweizerischen Werkbundes von 1925 bis 1928
- Guido Hager
- Andreas Hagmann
- Martin Heller
- Pablo Horváth
- Paul Hulliger
- Dieter Jüngling
- Hermann Kienzle
- Georg Krähenbühl
- Norbert Mathis
- Otto Münch
- Plácido Pérez
- Paul Perret
- Hans-Jörg Ruch
- Armando Ruinelli
- Paul Senn
- Sophie Taeuber-Arp
- Michele Vassella
- Rainer Weitschies
- Beat Wismer
- Otto Zollinger
- Peter Zumthor

Quelle: